# Thelodonti
Thélodontes
Classe
Ordres de rang inférieur
- † Furcacaudiformes
- † Loganelliiformes
- † Phlebolepidiformes
- † Shieliiformes
- † Thelodontiformes

Synonymes
- † Coelolepida [3]

Les thélodontes (Thelodonti) forment une classe fossile d'animaux vertébrés appartenant à l’infra-embranchement des agnathes. Ce taxon a été défini par le paléontologue et géologue allemand Otto Jaekel en 1911.

## Classification
La classe des Thelodonti est décrite par Otto Jaekel en 1911,.

## Datation
Ces poissons marins ou d'eau douce ont vécu au cours du Paléozoïque, du Silurien inférieur (voire depuis l'Ordovicien supérieur) jusqu'à la fin du Dévonien, soit il y a environ entre 460 et 360 Ma (millions d'années).

## Liste des ordres et familles
Selon BioLib (18 août 2020) :
- genre Arianalepis Hairapetian et al., 2015 †
- ordre des Furcacaudiformes Wilson & Caldwell, 1998 †
  - famille des Barlowodidae Märss, Wilson & Thorsteinsson, 2002 †
  - famille des Drepanolepididae Wilson & Märss, 2009 †
  - famille des Furcacaudidae Wilson & Caldwell, 1998 †
  - famille des Lanarkiidae Obruchev, 1949 †
  - famille des Pezopallichthyidae Wilson & Caldwell, 1998 †
- ordre des  Loganelliiformes Turner, 1991 †
  - famille des Loganelliidae Märss, Wilson & Thorsteinsson, 2002 †
- ordre des  Phlebolepidiformes Berg, 1937 †
  - famille des Katoporodidae Märss, Wilson & Thorsteinsson, 2002 †
  - famille des Phlebolepididae Berg, 1940 †
- ordre des Shieliiformes Märss, Wilson & Thorsteinsson, 2002 †
  - famille des Katoporodidae Märss, Wilson & Thorsteinsson, 2002 †
  - famille des Phlebolepididae Berg, 1940 †
- ordre des Thelodontiformes Kiaer, 1932 †
  - famille des Apalolepididae Turner, 1976 †
  - famille des Coelolepididae Pander, 1856 †
  - famille des Nikoliviidae Karatajūtė-Talimaa, 1978 †
  - famille des Talivaliidae Märss, Wilson & Thorsteinsson, 2002 †
  - famille des Turiniidae Obruchev, 1964 †

### Publication originale
- [1911] (de) Otto Jaekel, Die Wirbeltiere. Eine Übersicht über die Fossilen und Lebenden Formen (The Vertebrates. An Overview of the Fossil and Living Forms), 1911, viii-252.